# Cary Elwes
Ivan Simon Cary Elwes (Westminster, London, 26. listopada 1962.) je engleski glumac hrvatskog, srpskog, anglo-irskog i škotskog podrijetla.
Brat je američkog filmskog producenta Cassiana i umjetnika Damiana. Pastorak je američkog filmskog producenta Elliotta Kastnera.
Sin je engleskog slikara Dominicka Elwesa (sin Simona Elwesa, omiljenog umjetnika engleske kraljice majke Elizabete) i dizajnerice interijera Tesse Kennedy. Baka mu je Daška Marija Ivanović (udano McLean) iz Osijeka, jedna od naljepših žena u Hrvatskoj svog vremena (zvana "dubrovačkim biserom"), a bakin brat je brodski magnat, političar,  atletičar olimpijac Vane Ivanović; Caryjevea prabaka (mati Vane Ivanovića se u drugom braku udala za čelnu osobu Jugoslavenskog Lloyda Božu Banca). Ujak Caryjeve majke Tesse Dušan Popović, jedan od sutvoraca Jugoslavije i čelnih ljudi Hrvatsko-srpske koalicije. Cary Elwes je čukununuk britanskog inženjera Alexandera Blackieja Kennedyja